# Electro Quarterstaff
Electro Quarterstaff est un groupe canadien de heavy metal, originaire de Winnipeg, au Manitoba.

## Histoire
Le groupe joue une forme de metal progressif/technique et emploie trois guitaristes principaux. À l'origine composé de trois guitaristes, d'un chanteur et d'un batteur, le groupe accueille un bassiste à l'hiver 2006 et joue son premier concert avec lui à l'automne 2007. Le groupe porte le nom d'une arme d'une série d'animation canadienne Robin Fusée.
Le groupe sort son EP Swayze en 2004. Il signe ensuite avec Willowtip Records pour son premier album studio, Gretzky, sorti en 2006, qui comprend des reprises réenregistrées et retravaillées de leurs premiers morceaux. Toujours en 2006, ils effectuent leur première tournée aux États-Unis et au Canada, avec notamment un concert au Maryland Deathfest.

## Membres
- Josh Bedry – guitare
- Drew Johnston – guitare
- Andrew Dickens – guitare
- Dan Ryckman – batterie
- Marty Thiessen – basse

## Discographie
- 2001 : Swayze (EP)
- 2006 : Gretzky (album)
- 2011 : Aykroyd (album)